# フィリッポ・マニエーロ
フィリッポ・マニエーロ（Filippo "Pippo" Maniero、1972年9月11日 - ）は、イタリア、パドヴァ出身の元サッカー選手。ポジションはFW。マニエロとの表記も見られる。

## 選手歴
パドヴァでプロデビューを果たしたが、出場機会は僅かで、アタランタBCに貸し出された。ここでもクラウディオ・カニーヒアとエヴァイールの強力なツートップを前に出場機会を得られなかった。1992年に復帰したパドヴァではデルピエロやディリービオらとプレーした。1994-95シーズンにリーグ戦で9得点を挙げ、セリエA残留に貢献、ようやく目立つ活躍を見せた。この活躍で1995-96シーズンにUCサンプドリアへと移籍した。しかしそれ程の活躍が出来ず、エラス・ヴェローナFCへと売却された。ここでは33試合で12ゴールを決める活躍を見せると、1997-98シーズンにパルマへと移籍した。しかしクレスポとエンリコ・キエーザの前にポジションを掴めず、冬の移籍市場でACミランへ移籍するも、またも出場機会を得られず、目立つ活躍が出来なかった。
1998-99シーズンから移籍したヴェネツィアFCではレギュラーポジションを得て、エースストライカーとして活躍。同シーズンは12得点を挙げた。1999-2000シーズンには名波浩とチームメートとなり、開幕のウディネーゼ戦では名波のパスからゴールを挙げ、名波は移籍後初アシストを記録した。2001-02シーズンは18得点を挙げて得点ランキング5位に入った。その後も様々なクラブでプレー、セリエAとセリエBの通算では100ゴールを超える得点を挙げた。